# Association nationale des apprentis de France
 (février 2014).
L'Association nationale des apprentis de France (ANAF) est une association française sans but lucratif fondée par 5 jeunes étudiants et apprentis sous l'impulsion de son premier président Morgan Marietti. Créée le 10 novembre 2010 à Paris, l'Association Nationale des Apprentis de France est née de l'idée de créer un réseau relatif à l'apprentissage en France : " Les apprentis d'aujourd'hui sont vos collaborateurs de demain".

## Historique
- Novembre 2010 : Création de l'ANAF par 5 apprentis sous l'impulsion de son premier président Morgan Marietti.
- Mai 2011 : l'ANAF participe à la Fête de l'Alternance en tant qu'invité du MEDEF d'Île-de-France et lance son premier After Work.
- Juillet 2011 : Participation au débat de l'Association "Demain La Garenne"[1] sur le sujet de l'Insertion Professionnel[2].
- 2013 : Lancement de la plateforme Filme Ton Job.
- 2017 : Participation aux concertations dans le cadre de la réforme de l'apprentissage[3].
- 2019 : Restructuration de l'association autour de ses trois missions actuelles : représenter les apprentis, accompagner les apprentis et valoriser l'apprentissage. Première édition de l'événement "Au Tour des Apprentis". Première implantation territoriale par l'ouverture d'une antenne régionale en Hauts-de-France.
- 2020 : Déploiement territorial en Île-de-France et en Bourgogne-Franche-Comté. Ouverture des adhésions aux établissements de formation. Lancement du programme "Filme Ton Profil" en Île-de-France dans le cadre du Programme Régional d’Insertion pour la Jeunesse (PRIJ).
- 2021 : Lancement du programme "Mentorat de l'apprentissage" en réponse à l’appel à projet « 1 jeune 1 mentor » du gouvernement.
- 2022 : Inauguration d'une antenne régionale en Provence-Alpes-Côte d’Azur et à Mayotte. Soumission de 24 propositions pour l'apprentissage au gouvernement et aux candidats à la présidentielle.

## Principe
L'association considère que les apprentis ont été oubliés dans le développement de l'apprentissage ces dix dernières années. On parle régulièrement des entreprises ou des écoles, mais jamais la représentativité des étudiants qui sont en apprentissage n'a été abordée. Les membres fondateurs se sont organisés derrière l'ANAF pour essayer de répondre petit à petit aux problèmes des apprentis.
L'association offre une aide aux apprentis dans leurs recherches de contrats en alternance et les accompagne dans leurs démarches, jusqu'à l'aboutissement de leur projet.

## Missions de l'association
L'ANAF s'articule autour de trois missions :
• Représenter les apprentis : porter leur voix au niveau régional, national et européen, défendre leurs intérêts et leurs droits, siéger au sein d’instances représentatives (Conseil économique social et environnemental, Conseil d’orientation des politiques de jeunesse)
• Accompagner les apprentis : accompagnement personnalisé avant et pendant l’apprentissage avec la plateforme SOSApprenti.fr et notre tchat en ligne, réduction des taux de rupture avec le module de formation “Droits, devoirs et posture professionnelle”, aide à la recherche d’entreprise en alternance pendant le Tour de France des futurs apprentis
• Promouvoir l'apprentissage : présence sur les salons de la France entière, interventions dans les collèges et lycées, plateforme Filme Ton Job pour découvrir le quotidien et les métiers des apprentis en vidéos

## Rapport avec les partis politiques
L'ANAF déclare sur son site internet être totalement apolitique. Même si certains membres de son conseil d'administration sont engagés politiquement à droite comme à gauche, l'ANAF souhaite garder son autonomie vis-à-vis des partis politiques français.

## Ses propositions pour améliorer l'apprentissage
L'ANAF souhaite :
- la création d'un label pour les formations en apprentissage : stopper le trafic qu'il y a autour de la taxe d'apprentissage, l'association ne veut plus que les étudiants soient victimes des "marchands du savoir" (recrutement bas de gamme…)
- stopper le chantage fait par les régions sur les Universités dans l'obligation d'insertion de la formation empêchant des étudiants d'évoluer au niveau supérieur
- refonder le système électoral et démocratique des universités en créant des postes réservés aux apprentis dans les conseils d'administration (en n'oubliant pas le rythme de cours des apprentis dans l'organisation de celles-ci)
- prendre en compte l'expérience de l'apprenti dans la signature d'un nouveau contrat dans la rémunération, même après une année de césure
- permettre aux services de l'État de prendre des apprentis
- développer des formations en alternance dans les matières traditionnelles à l'Université (des formations littéraires, économiques, histoire, géo, psycho, socio...) avec les lycées et les collèges afin d'apporter un soutien pédagogique aux élèves en difficulté.

## Positions dans les médias
- Présentation des 5 propositions à la presse[4],[5]
- Inquiétude sur la baisse du nombre de contrats signés en 2011[6].
- Dénonce l'abus des stages [7]
- Présentation de l'ANAF sur France Info[8]